# 警備府
警備府（けいびふ）は、日本海軍の機関で、海軍の規模の拡大に伴い、鎮守府の諸業務を分掌させるべく、要港部を改組し、より権限を拡大したものである。鎮守府に準じた役割を担い、所轄警備区の警備や海軍の根拠地として艦隊の後方を統轄した。警備府の長は警備府司令長官で、親補職とされ、海軍中将が充てられた。

## 沿革
1941年11月20日、従前の要港部は警備府に改編された。目前に迫った日米開戦に備えたものである。次の4要港部が警備府となった。
- 馬公要港部 1901年7月4日設置
- 大湊要港部 1905年12月12日設置
- 旅順要港部 1914年4月1日設置
- 鎮海要港部 1916年4月1日設置

鎮守府と同様に、経理部・医務部・法務部・人事部・軍需部・港務部・運輸部などの部署を保有した。ただし、独自の戦力は海兵団のみで、固有の艦艇を持たない。このため、整備組織である海軍工廠ではなく工作部を併設し、実動部隊である警備戦隊・防備戦隊も保有しない。「大警部隊」「阪警部隊」などと通称される実動部隊は、軍令部の指示によって各鎮守府から捻出された艦艇・人員で構成し、警備府司令長官が指揮している。
また、同日付けで阪神海軍部（1940年3月15日新設、呉鎮守府管下）も大阪警備府に昇格した。ちなみに、1941年4月10日、海南島特別根拠地隊が海南警備府に昇格しているが、この警備府は、海南島の防備、資源開発・取得、軍政を担うもので、他の警備府とは性格が異なっている。
旅順警備府は、1942年1月15日をもって定員を置かず、実質的に廃止された。また、1943年4月1日、馬公警備府は高雄警備府に改編された。
1945年の終戦時に存在した警備府は、大湊、鎮海、大阪、高雄、海南の五つである。同年11月30日、高雄を除く警備府が廃止され、高雄警備府は1946年4月30日に廃止となった。